# Brachyorrhos
Brachyorrhos is een geslacht van slangen uit de familie waterdrogadders (Homalopsidae).

## Naam en indeling
De wetenschappelijke naam van het geslacht werd in 1826 voorgesteld door Heinrich Kuhl. De slangen werden eerder aan andere geslachten toegekend, zoals Coluber, Rabdion en Oxyorrhos. Er zijn vier soorten, inclusief de pas in 2012 beschreven soort Brachyorrhos wallacei.

## Verspreiding en habitat
De slangen komen voor in delen van Azië en leven endemisch in Indonesië.

## Beschermingsstatus
Door de internationale natuurbeschermingsorganisatie IUCN is aan een soort een beschermingsstatus toegewezen. Brachyorrhos albus wordt beschouwd als 'onzeker' (Data Deficient of DD).

## Soorten
Het geslacht omvat de volgende soorten, met de auteur en het verspreidingsgebied.
| Naam                       | Auteur                                          | Verspreidingsgebied |
| -------------------------- | ----------------------------------------------- | ------------------- |
| Brachyorrhos albus         | Linnaeus, 1758                                  | Indonesië           |
| Brachyorrhos gastrotaenius | Bleeker, 1860                                   | Indonesië           |
| Brachyorrhos raffrayi      | Sauvage, 1879                                   | Indonesië           |
| Brachyorrhos wallacei      | Murphy, Mumpuni, de Lang, Gower & Sanders, 2012 | Indonesië           |